# Chupa
Pour plus de détails, voir Fiche technique et Distribution.
Chupa est un film américain réalisé par Jonás Cuarón, sorti en 2023.

## Synopsis
Après la mort de son père, Alex part dans sa famille au Mexique. Il y découvre un jeu chupacabra.

## Fiche technique
- Titre : Chupa
- Réalisation : Jonás Cuarón
- Scénario : Sean Kennedy Moore, Joe Barnathan, Marcus Rinehart et Brendan Bellomo
- Musique : Carlos Rafael Rivera
- Photographie : Nico Aguilar
- Montage : Dan Zimmerman
- Production : Michael Barnathan, Nicolás Celis et Mark Radcliffe
- Société de production : 26th Street Pictures
- Pays :  États-Unis
- Genre : Action, aventure, drame et fantastique
- Durée : 95 minutes
- Dates de sortie : 
  - Netflix : 7 avril 2023

## Distribution
- Demián Bichir : Chava
- Christian Slater : Richard Quinn
- Evan Whitten : Alex
- Ashley Ciarra : Luna
- Nickolas Verdugo : Memo
- Adriana Paz : Julia
- Alex Knight : « Jumpsuit »
- Julio Cesar Cedillo : Dr. Juan Carlos Ortega
- Michael Kostroff : Taylor

## Accueil
Le film a reçu un accueil mitigé de la critique. Il obtient un score moyen de 48 % sur Metacritic.